# رومینگن
رومینگن (به آلمانی: Rümmingen) یک شهر در آلمان است که در لوراخ واقع شده‌است. رومینگن ۱٬۶۵۸ نفر جمعیت دارد.